# Mārahra
Mārahra är en ort i Indien.   Den ligger i distriktet Etah och delstaten Uttar Pradesh, i den norra delen av landet, 170 km sydost om huvudstaden New Delhi. Mārahra ligger 181 meter över havet och antalet invånare är 18 873.
Terrängen runt Mārahra är mycket platt. Runt Mārahra är det tätbefolkat, med 762 invånare per kvadratkilometer. Närmaste större samhälle är Kāsganj, 11,0 km nordost om Mārahra. Trakten runt Mārahra består till största delen av jordbruksmark.